# Прирітка конголезька
Прирітка конголезька (Platysteira jamesoni) — вид горобцеподібних птахів прирітникових (Platysteiridae).

## Поширення
Вид поширений в Центральній Африці (Бурунді, Руанда, Уганда, північний схід ДР Конго, захід Кенії, південь Південного Судану). Його природними середовищами існування є субтропічні або тропічні вологі низинні ліси та субтропічні або тропічні вологі гірські ліси.